# HD 109573
HD 109573 ( eller HR 4796) är en dubbelstjärna i den norra delen av stjärnbilden Kentauren. Den har en kombinerad skenbar magnitud av ca 5,80 och är svagt synlig för blotta ögat där ljusföroreningar ej förekommer. Baserat på parallax enligt Gaia Data Release 2 på ca 13,9 mas, beräknas den befinna sig på ett avstånd på ca 235 ljusår (ca 72 parsek) från solen. Den rör sig bort från solen med en heliocentrisk radialhastighet på ca 9 km/s.

## Egenskaper
Primärstjärnan HD 109573 A är en vit till blå stjärna i huvudserien av spektralklass A0 V, som omges av en stoftring. Den har en massa som är ca 2,2 solmassor, en radie som är ca 1,7 solradier och har ca 23 gånger solens utstrålning av energi från dess fotosfär vid en effektiv temperatur av ca 9 400 K.

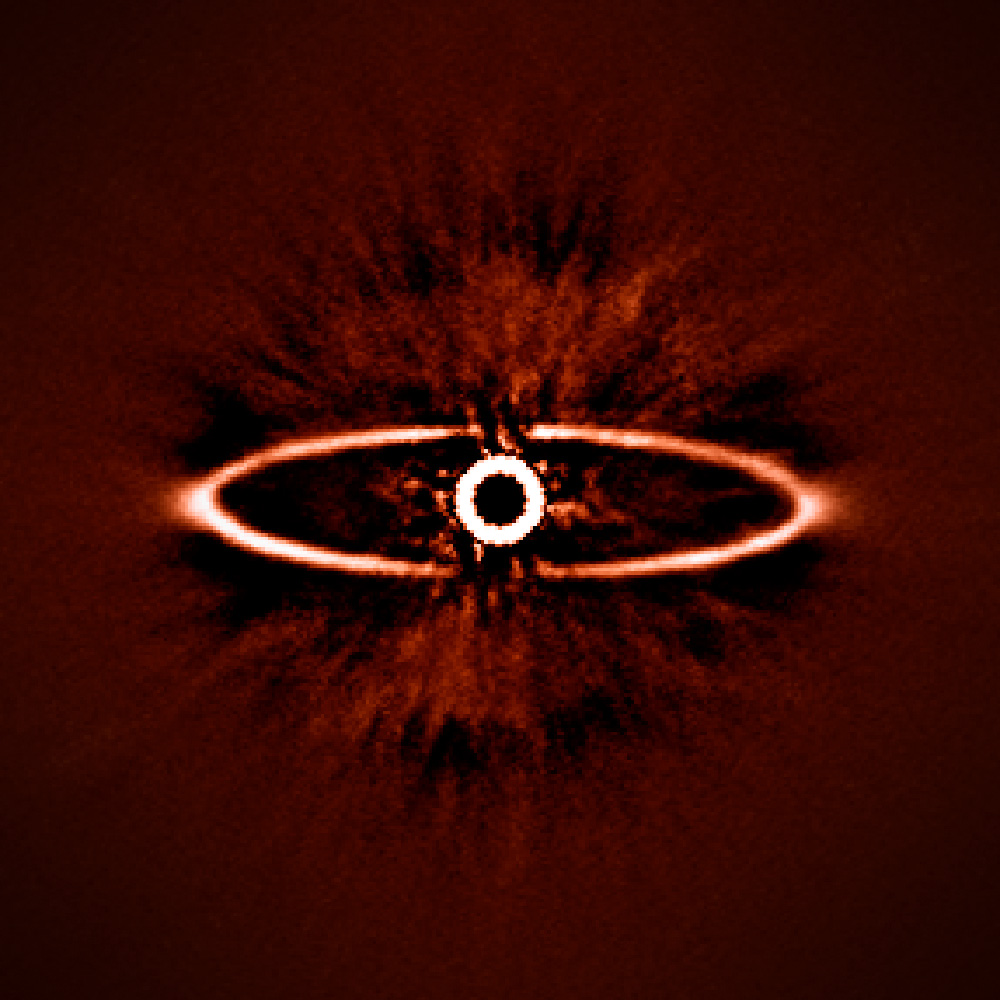
Stoftring kring HR 4796's primarstjärna.

År 1991 befanns primärstjärnan ha ett överskott av infraröd strålning, vilket innebär att den har en omkretsande stoftskiva. Baserat på bilder från Hubbleteleskopet har skivan en radie på 75 AE och en bredd på mindre än 18,5 AE. Den kan ha vissa asymmetrier och mitten verkar vara något förskjuten från stjärnan. Stoften i skivan är sannolikt resultatet av kollisioner mellan större partiklar. Stjärnan och dess ring liknar ett öga och är ibland känd under smeknamnet "Saurons öga".

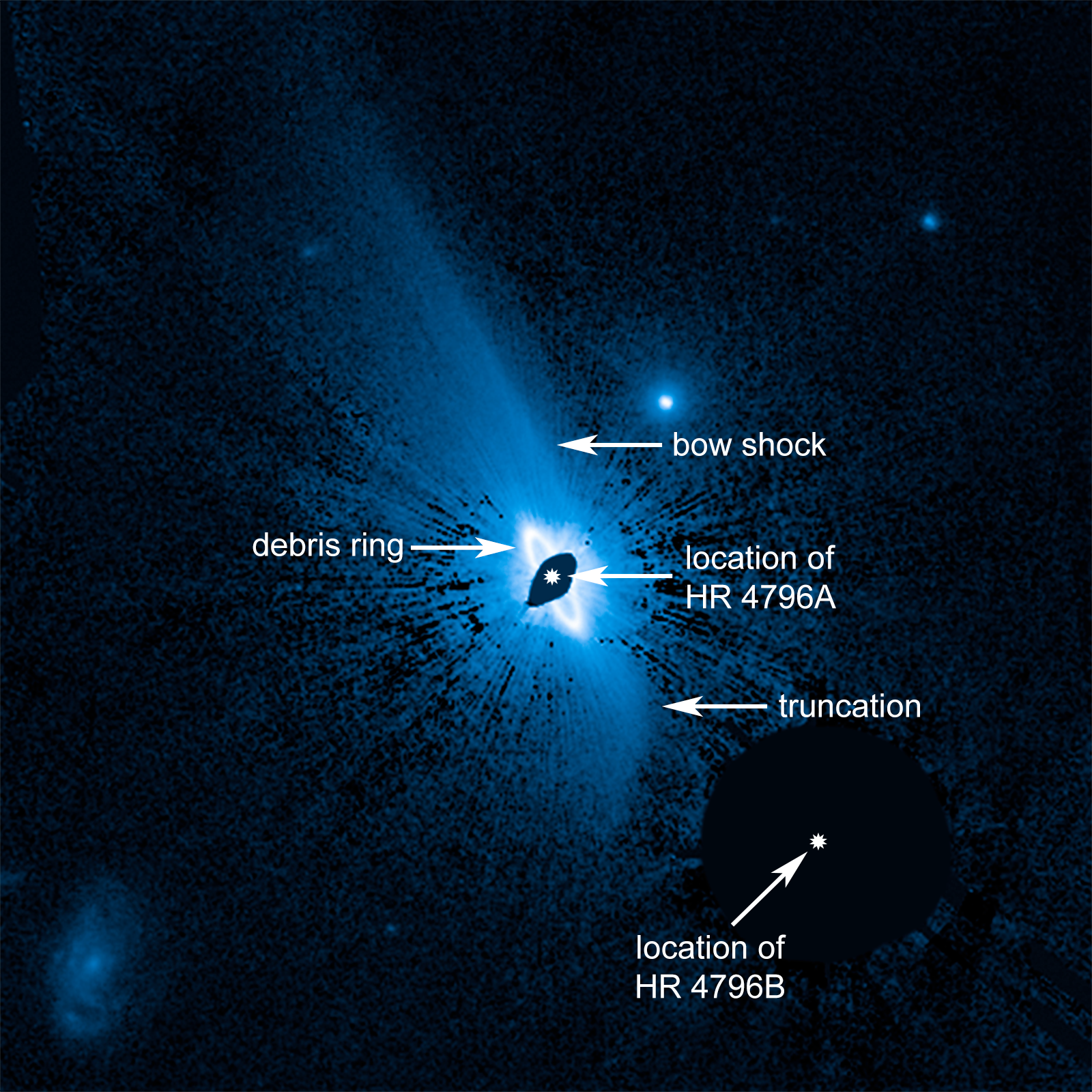
Hubblebild av stoftstrukturen kring HR 4796 A

Följeslagare HD 109573 B är en röd dvärg av spektralklass M2,5 V med en massa som är ca 0,3 solmassor. De två komponenterna har en vinkelseparation på 7,7 bågsekunder, vilket på deras uppskattade avstånd motsvarar en projicerad separation av ca 560 astronomiska enheter (AE), eller 560 gånger separationen av jorden från solen. En stjärna med låg massa, identifierad som 2MASS J12354893−3950245, kan vara en tredje komponent i HR 4796-systemet. Den har en egenrörelse som matchar HR 4796, vilket tyder på att den är gravitationellt bunden till de andra två stjärnorna och är åtskild från paret med ett avstånd på ca 13 500 AE.